# Akira Tana
Akira Tana (San Jose (Californië), 14 maart 1952) is een Amerikaanse jazzmuzikant (drums, toetsen, percussie) en orkestleider.

## Biografie
Tana groeide op in Palo Alto. Zijn moeder speelde koto. Van 1970 tot 1974 voltooide hij een studie oriëntalistiek aan de Harvard University en daarna tot 1979 studeerde hij percussie aan het New England Conservatory bij Vic Firth en Fred Buda, nadat hij al in 1973 privédrumles had bij Alan Dawson. In 1977 trad hij o.a. op met George Russell en het Paul Winter Consort, daarna met Sonny Rollins, Sonny Stitt en Helen Humes (1977/78). Tussen 1977 en 1987 behoorde hij tot verschillende bands van Art Farmer, ten laatste ook diens in ere herstelde jazztet met Benny Golson, aan wiens album Mirage hij meewerkte. Daarna verhuisde hij naar New York, waar hij sindsdien actief was als sessiemuzikant. Tana speelde eind jaren 1970 en begin jaren 1980 o.a. met Milt Jackson, Percy Heath, Sylvia Sims, Al Cohn/Hank Jones en met Zoot Sims/Jimmy Rowles (Suddenly It's Spring) en Claudio Roditi (1988 tot 1990).
Vanaf 1991 leidde hij met de bassist Rufus Reid, met wie hij ook speelde in het trio van Tete Montoliu, de band TanaReid. Tot deze succesvolle band behoorden nu en dan saxofonisten als Craig Bailey, Jesse Davis, Ralph Moore en Mark Turner, de trompettist Tom Harrell en pianisten als Rob Schneiderman en John Stetch. Ze begeleidde ook de zangeressen Carol Sloane en Helen Merrill. Met TanaReid en met het gitaarproject Project G7 namen Reid en Tana vanaf 1990 een reeks albums op voor Concord Jazz, Evidence Records en Paddlewheel. Met Reid en de pianist Ted Lo resp. Kei Akagi formeerde hij tijdens de jaren 1990 ook het Asian American Trio, dat op basis van Japanse en Chinese melodieën improviseerde. Tijdens de jaren 1990 werkte Tana in de bands van Fred Hersch (Last Night When We Were Young) en J.J. Johnson (Vivian). In 2000 speelde hij met Reid in een kwartet met Kenny Burrell en Onaje Allan Gumbs (Lucky So and So). Met de organist Dr. Lonnie Smith en de gitarist Rodney Jones nam hij in 2002 een album op met filmmuziek-thema's zoals Mission Impossible, uit tv-series van de jaren 1950/1960 en uit Alfred Hitchcock-films (Secret Agent Men).
Tana doceerde aan meerdere universiteiten als de New York University, het Queens College en het Berklee College of Music en gaf jazzclinics, o.a. in opdracht van het State Department in Zuid-Amerika samen met de The Heath Brothers. Na twintig jaar in New York verhuisde hij in 1999 naar Belmont (Californië), waar hij verder werkte met eigen bands en doceerde aan de San Francisco State University. Hij werkte bovendien met Jim Hall, The Manhattan Transfer, Sarah Manning, Art Hirahara, Satoshi Inoue, Warne Marsh, Rob Schneiderman, Van Dyke Parks (Tokyo Rose, 1989), Sumi Tonooka, Jack Wilkins, Joe Thomas en Charles Aznavour (1984/1985).

## Discografie
- 1991: TanaReid: Yours and Mine
- 1992: TanaReid: Passing Thoughts (Concord Jazz)
- 1992: Asian American Trio: Sound Circle
- 1993: TanaReid: Blue Motion (Paddlewheel)
- 1993: TanaReid: Rumour
- ????: Project G7: A Tribute to Wes Montgomery (Evidence Records, met Kenny Burrell, Gene Bertoncini, Kevin Eubanks, Ted Dunbar, Jack Wilkins, Rodney Jones, William Ash en Rufus Reid)
- 1993: Asian American Trio: Moon Over the World (Paddlewheel)
- 1994: TanaReid: Looking Forward (Evidence Records)
- 2002: Secret Agent Men (Sons of Sound)